# Jeanine Rahir
Jeanine Rahir, née le 4 février 1956 à Verviers (province de Liège), est une autrice de bande dessinée belge.

## Biographie
Jeanine Rahir naît le 4 février 1956 à Verviers. Elle a une sœur jumelle Renée avec qui elle partage un goût commun de la science-fiction et la passion de la faune et de la flore. Elle suit quelques cours dans une école de beaux-arts dont elle ne garde pas de souvenir marquant.
Jeanine Rahir commence sa carrière comme illustratrice animalière.
Elle aborde la bande dessinée par la mise en couleur de la série Bobul et Schnouf de Guy Counhaye parue dans Spirou de 1983 à 1984 et publié en album en 1987 aux éditions Dessain.
C'est en autodidacte qu'elle fait son entrée au journal Tintin en 1985 avec de courts récits souvent de science-fiction seule, avec sa sœur ou encore avec Olivier Grenson. Elle lance la série Blanche Hermine qui ne connaît pas d'album et illustre diverses rubriques rédactionnelles jusqu'en 1988.
On retrouve également sa signature dans 4 numéros de Super Tintin où elle livre différents courts récits de 1985 à 1987.
En 1989, elle écrit pour la dessinatrice Marie-José Sacré le scénario de Les Voyages de Monsieur Victor publié aux Éditions Glénat, album qui sera primé au festival de BD à Sierre. 
En 1991, elle entame la trilogie d'aventure coécrite avec sa sœur Barry Lan dans la collection « Grafica » chez Glénat le même éditeur. Elle livre ainsi Vous veillerez sur mon sommeil en 1992. L'année suivante elle publie Partout l'éternité qui lui vaut d'être primée au festival BD Durbuy la même année. C'est en 1994 que le tome L'Irbis clôture cette saga.
Après un album publicitaire pour le compte de l'Abbaye Notre-Dame de Leffe, elle se lance seule dans l'aventure de Chevalier Walder, une série d'heroic fantasy, une série autour de l'ordre religieux des chevaliers Teutoniques qui compte sept volumes dans la collection « Vécu » des mêmes éditions.
Le deuxième opus de la série : Au bout de l'enfer est prépublié en noir et blanc dans la revue Vécu no 19 de septembre 1999.
En outre, elle participe à l'album collectif L'Oiseau de la paix en 1986 et elle illustre en 1991 l'ouvrage C'est mon anniversaire de Geneviève Laurencin publié aux éditions Casterman. Elle réalise encore l'illustration de cartes postales pour Colorprint.
En 2003, elle demeure dans les Ardennes belges.

## Œuvres

### Albums de bande dessinée
Bobul et Schnouf
- Bobul et Schnouf, H. Dessain, 1987
Scénario et dessin : Guy Counhaye - Couleurs : Jeanine et Renée Rahir

#### Les Voyages de Monsieur Victor
- Les Voyages de Monsieur Victor, Glénat, Grenoble, 1989
Scénario : Jeanine Rahir - Dessin : Marie-José Sacré - Couleurs : quadrichromie -  (ISBN 2-7234-1099-4)

#### Barry Lan
- 1. Vous veillerez sur mon sommeil, Glénat, coll. « Grafica », Grenoble, avril 1991
Scénario : Jeanine et Renée Rahir - Dessin et couleurs : Jeanine Rahir -  (ISBN 272341308X)
- 2. Partout l'éternité[12], Glénat, coll. « Grafica », Grenoble, juillet 1992
Scénario : Jeanine et Renée Rahir - Dessin et couleurs : Jeanine Rahir -  (ISBN 272341454X)
- 3. L'Irbis, Glénat, coll. « Grafica », Grenoble, septembre 1994
Scénario : Jeanine et Renée Rahir - Dessin et couleurs : Jeanine Rahir -  (ISBN 2723416925)

#### La Croix Mosane
- 1. La Croix Mosane, Glénat, coll. « Histoires et mystères », Grenoble, janvier 1993
Scénario : Laurence Frelin - Dessin : Jeanine Rahir - Couleurs : noir et blanc -  (ISBN 2-7234-1632-1)

#### Chevalier Walder
- 1. Le Prisonnier de Dieu, Glénat, coll. « Vécu », Grenoble, avril 1997
Scénario et dessin : Jeanine Rahir - Couleurs : quadrichromie -  (ISBN 2-7234-2215-1)
- 2. Au bout de l'enfer, Glénat, coll. « Vécu », Grenoble, août 1998
Scénario et dessin : Jeanine Rahir - Couleurs : quadrichromie -  (ISBN 2-7234-2549-5)
- 3. Mortelle victoire[13], Glénat, coll. « Vécu », Grenoble, août 1999
Scénario et dessin : Jeanine Rahir - Couleurs : quadrichromie -  (ISBN 2-7234-2835-4)
- 4. Le Chevalier au corbeau, Glénat, coll. « Vécu », Grenoble, août 2000
Scénario et dessin : Jeanine Rahir - Couleurs : quadrichromie -  (ISBN 2-7234-3131-2)
- 5. Trois de cœur[14], Glénat, coll. « Vécu », Grenoble, octobre 2001
Scénario, dessin et couleurs : Jeanine Rahir -  (ISBN 2-7234-3413-3)
- 6. Chevalier teutonique[15], Glénat, coll. « Vécu », Grenoble, octobre 2002
Scénario, dessin et couleurs : Jeanine Rahir -  (ISBN 2-7234-3729-9)
- 7. Terre maudite[16], Glénat, coll. « Vécu », Grenoble, octobre 2003
Scénario, dessin et couleurs : Jeanine Rahir -  (ISBN 2-7234-4161-X)

#### Collectifs
- L'Oiseau de la paix[17], Association du livre de la paix, janvier 1986
Scénario et couleurs : collectif - Dessin : collectif dont Jeanine Rahir,40 auteurs réunis pour un album pour la paix.

### Artbooks
- La Princesse Maleine, Theâtre national de belgique, Bruxelles, 1988
Scénario : collectif - Dessin : collectif dont Jeanine Rahir - Couleurs : noir et blanc,Programme de la pièce de théâtre La Princesse Maleine de Maurice Maeterlinck au Théâtre national de Belgique du 16 mars au 16 avril 1988[18],[19].

### Illustration
- C'est mon anniversaire, textes de Geneviève Laurencin, Casterman, coll. « Jardin d'enfants », 1991  (ISBN 9782203174061).

## Prix et récompenses
- 1989 :  prix au festival de BD à Sierre pour Les Voyages de Monsieur Victor avec  Marie-José Sacré[5] ;
- 1992 :  prix au festival BD Durbuy pour Partout l'éternité[12] avec Renée Rahir.

#### Livres
: document utilisé comme source pour la rédaction de cet article.
- Jean-Louis Lechat, Un demi-siècle d’aventures t. 2 : 1970 - 1996, Bruxelles, Le Lombard, 5 décembre 1996, 224 p., ill. ; 31 cm (ISBN 280361233X, OCLC 37995939, BNF 37539082, présentation en ligne), p. 122, 133, 136, 141, 143. .
- Patrick Gaumer et Claude Moliterni, « Rahir Jeanine et Renée », dans Dictionnaire mondial de la bande dessinée, Paris, Larousse-Bordas, 1998, 880 p., ill. ; 29 cm (ISBN 978-2-0352-3520-6 et 2-0352-3520-0, OCLC 270725728), p. 653.
- Jean Pirotte (dir.) et Luc Courtois, Du régional à l'universel. : L'imaginaire wallon dans la bande dessinée., Louvain-la-Neuve, Fondation wallonne Pierre-Marie et Jean-François Humblet, 1999, 310 p. (ISBN 978-2-9600072-3-7 et 2960007239, OCLC 1075833932), p. 245 lire sur Google Livres
- Jacques Fiérain, « Rahir, Jeanine », dans La BD dans les provinces de Liège, Namur et Luxembourg, Charleroi, Éd. l'Âge d'or, 2004, 112 p., ill. ; 31 cm (ISBN 9782960019698, OCLC 470388297, présentation en ligne), p. 87.
- Henri Filippini, « Rahir, Jeanine », dans Dictionnaire de la bande dessinée, Paris, Bordas, 2005, 912 p., ill. ; 27 cm (ISBN 9782047299708 et 2047299705, OCLC 1009545288, présentation en ligne), p. 846. .
- Suzanne Van Rokeghem, Jacqueline Aubenas et Jeanne Vercheval-Vervoort, Des femmes dans l'histoire en Belgique, Luc Pire Éditions, 2006, 303 p., ill. ; 28 cm (ISBN 9782874155239 et 2-87415-523-3, OCLC 470723855, présentation en ligne), p. 248. ,lire sur Google Livres

#### Périodiques
- Paul Herman, « Walder, le révolté », Vécu, Glénat, no 10,‎ mai 1997, p. 56-59
- Ricardo Alvarez, « L'apprentissage de la liberté », Vécu, Glénat, no 19,‎ septembre 1999, p. 96-99
- Olivier Bailly, « Walder, le chevalier prisonnier de sa liberté... », Vécu, Glénat, no 23,‎ septembre 2000, p. 36-40.